# 奧托·赫爾德
奥托·路德维希·赫尔德（Otto Ludwig Hölder，1859年12月22日–1937年8月29）是一个德国数学家，出生于斯图加特。
赫尔德最初求学于斯图加特理工大学（今斯图加特大学），后于1877年赴柏林，并在利奥波德·克罗内克，卡尔·魏尔斯特拉斯，和恩斯特·库默尔的指导下学习。
赫尔德的著名成就包括：赫尔德不等式，若尔当-赫尔德定理，证明了每一满足阿基米德性质的全序群都同构于实数的加法群的某一子群，200阶以下简单群的分类，发现了对称群S6的异常外自同构，以及赫尔德定理（说明伽玛函数不满足任何代数微分方程）。另一以赫尔德命名的概念是赫尔德条件（或称赫尔德连续），在包括偏微分方程理论和函数空间理论等数学分析的许多领域中有应用。
1877年，他进入柏林大学（今柏林洪堡大学），并在1882年于蒂宾根大学取得博士学位。他的博士论文题为“Beiträge zur Potentialtheorie”（“对位势论的研究”)。此后，他就职于莱比锡大学，直至于1899年退休。